# Bia (divinità)
Bia (in greco antico: Bία?, Bía) è un personaggio della mitologia greca, la personificazione della forza e della violenza e figlia del titano Pallante e della ninfa Oceanina Stige.

## Genealogia
È sorella di Nike, Zelos e Cratos.

## Mitologia
Viene rappresentata come una donna armata con corazza e con i fratelli si alleò con Zeus nella lotta contro i Titani. Viene citata insieme con Cratos da Eschilo nel Prometeo incatenato, dove viene incaricata di incatenare Prometeo a una rupe. 

È la guardia del corpo del padre degli dei.

## Nella letteratura
Bia è protagonista, insieme al fratello Cratos, del racconto Gli uomini contenuto nei Dialoghi con Leucò di Cesare Pavese.